# Killing Machine (Judas Priest)
Killing Machine è il quinto album in studio del gruppo heavy metal Judas Priest. Negli USA fu pubblicato con il titolo Hell Bent for Leather, nell'anno successivo, perché la label Columbia/CBS non gradiva quello utilizzato per la stampa inglese. Fu con questo album che i Judas Priest adottarono il loro look composto da giubbotti di pelle e borchie, un look che contagerà l'attitudine di molte altre metal band (Iron Maiden, Venom, Slayer, Mayhem per citare qualche esempio).
Questo album contiene altri classici dei Priest come Delivering The Goods, Hell Bent For Leather, Running Wild e la ballad Before The Dawn. Da menzionare anche The Green Manalishi (inizialmente inclusa solo nella versione americana), cover dei Fleetwood Mac, pezzo che il gruppo suona spesso dal vivo.
L'edizione rimasterizzata del 2001, contiene altri due pezzi: Fight For Your Life è la prima versione di Rock Hard Ride Free (Defenders of the Faith) mentre Riding on the Wind (presente su Screaming for Vengeance) viene suonata dal vivo.

## Tracce
1. Delivering the Goods (K.K. Downing, Rob Halford, Glenn Tipton) – 4:16
2. Rock Forever (Downing, Halford, Tipton) – 3:16
3. Evening Star (Halford, Tipton) – 4:06
4. Hell Bent For Leather (Tipton) – 2:41
5. Take On The World (Halford, Tipton) – 3:00
6. Burnin' Up (Downing, Tipton) – 4:07
7. The Green Manalishi (With the Two-Prong Crown) – 3:26 - (cover dei Fleetwood Mac)
8. Killing Machine (Tipton) – 3:01
9. Running Wild (Tipton) – 2:58
10. Before the Dawn (Downing, Halford, Tipton) – 3:23
11. Evil Fantasies (Downing, Halford, Tipton) – 4:15

### 2001 Bonus tracks
1. Fight for Your Life (Downing, Halford, Tipton) – 4:06
2. Riding on the Wind (Live) (Downing, Halford, Tipton) – 3:16

## Componenti
- Rob Halford: voce
- K.K. Downing: chitarra
- Glenn Tipton: chitarra
- Ian Hill: basso
- Les Binks: batteria